# Taifa di Carmona
La Taifa di Carmona era un regno musulmano indipendente (emirato) costituito ad al-Andalus in seguito alla disintegrazione che aveva subito dal 1009 il Califfato di Cordova. Fu creata, intorno al 1013, nella regione della città di Carmona e rimase indipendente sino al 1067, quando fu conquistata e integrata nella Taifa di Siviglia, come tutti gli altri regni di taifa minori, nel sud di al-Andalus: Algarve, Algesiras, Arcos de la Frontera, Huelva, Mértola, Moron, Niebla, Ronda o Silves, che furono tutti conquistati e incorporati nella Taifa di Siviglia. 

Il suo territorio corrispondeva alla piana creata dal  Guadalquivir. 

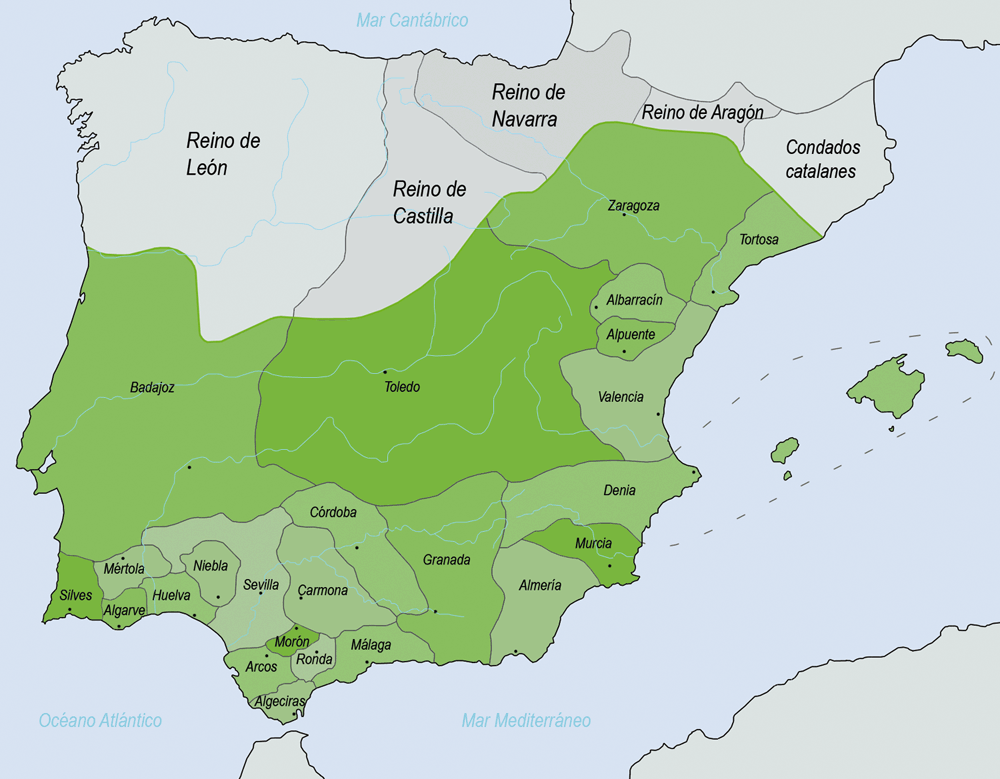
Taifa di Carmona nel 1031 a est della Taifa di Siviglia

## Storia
Come riporta La web de las biografias, Abdallah Ibn Ishaq, appartenente alla famiglia Birzali, discendente dalla tribù berbera Zanata, era aggregato agli eserciti di Almanzor, ed era di stanza nella zona di Carmona, che nel 1013, dal califfo di al-Andalus, Sulayman ibn al-Hakam, "al-Musta'in", al quale rimase fedele, fu riconosciuto sovrano sul territorio circostante a Carmona, dando così vita all'emirato della Taifa di Carmona, con l'attuale città di Carmona come capitale, che fu da subito rivale della taifa di Siviglia, come riporta il Muslim Spain and Portugal: A Political History of al-Andalus; anche la Histoire des Almohades / d'Abd el- Wâh'id Merrâkechi riporta che la taifa di Carmona era governata dalla famiglia Birzali.

Abdallah regnò fino alla sua morte nel 1023 e gli succedette il figlio Muhammad.
Muhammad governò la taifa per circa vent'anni; nel 1035 riconobbe il falso Hisham II e, alla sua morte, nel 1142, la taifa era ancora indipendente, e gli succedette il figlio, Ishaq I.
Come riporta La web de las biografias, Ishaq I rimase al potere fino al 1053 difendendo la taifa da Abbad II al-Mu'tadid, emiro della Taifa di Siviglia, con la sua politica di annessione delle piccole taife, tentò di annettere la Taifa di Carmona e, pur subendo, nel 1053, una sconfitta ed avendo la città sotto assedio, riuscì a resistere e passare il potere al figlio, Al-Aziz al Mustazhir.
Come riporta La web de las biografias, Al-Aziz al Mustazhir, continuò la lotta contro Siviglia, dovendo subire attacchi e assedi, chiese aiuto alla Taifa di Toledo, che gli concesse un castello nei suoi domini ma Abbad II al-Mu'tadid, come il Muslim Spain and Portugal: A Political History of al-Andalus riporta portò avanti una politica di annessioni e nel 1067 aveva occupato e annesso la taifa di Carmona .
Elenco degli emiri:
- Abd-Allah ben Ishaq  (1013-1023)
- Muhammad ben Abd-Allah (1023-1042)
- Ishaq ben Muhammad (1042-1053)
- Al-Aziz ben Ishaq (1053-1067)

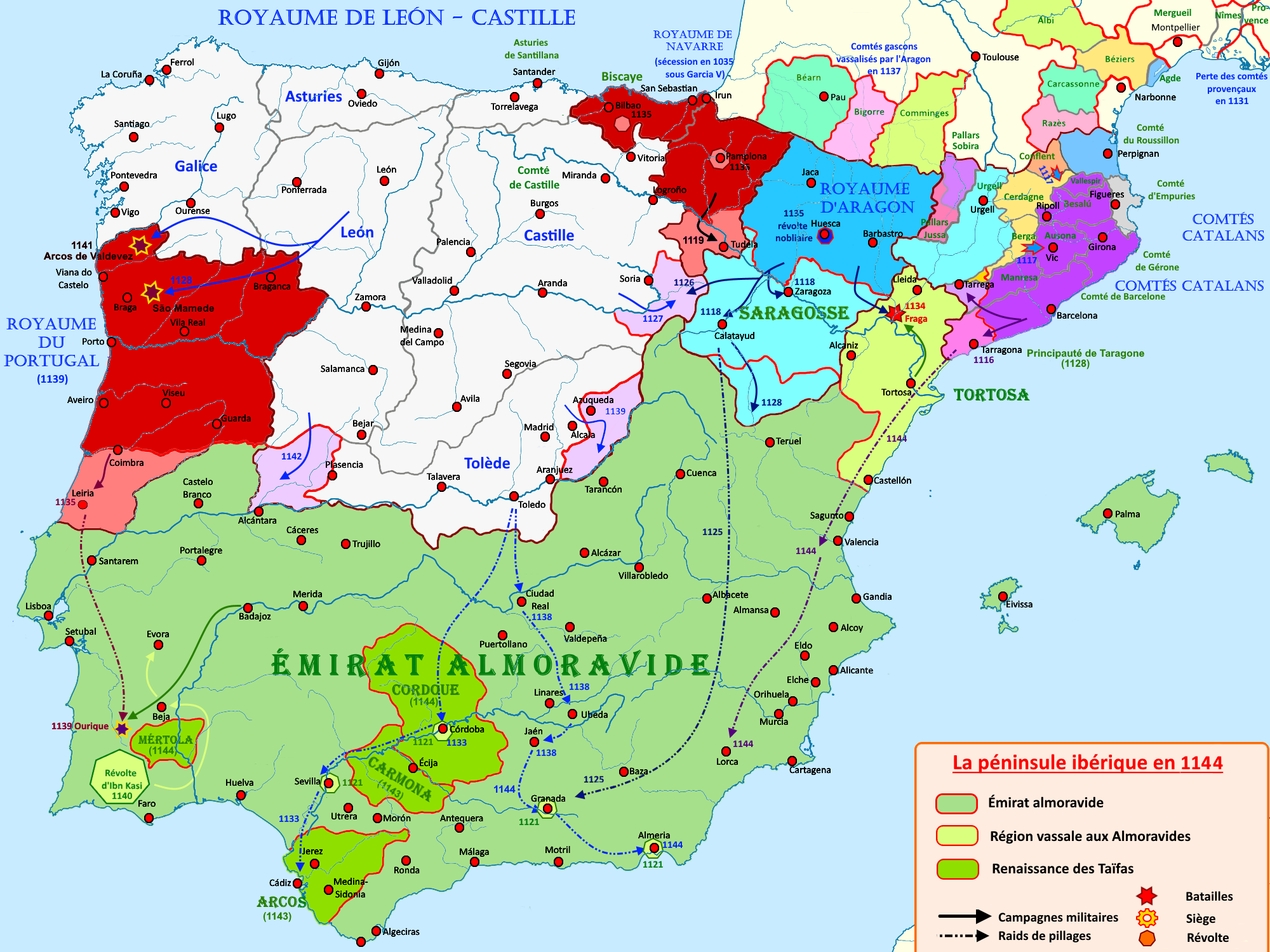
Taifa di Carmona nel 1144

Durante la seconda taifa, Carmona si rese indipendente grazie alla caduta degli Almoravidi, nel 1143, ma dopo essere stata conquistata dagli Almohadi, Carmona si ribellò e fu definitivamente conquistata nel 1161.

### Fonti primarie
- (FR)  Histoire des Almohades / d'Abd el- Wâh'id Merrâkechi
- (EN)  The History Of The Mohammedan Dynasties In Spain Vol II
- (EN)  Muslim Spain and Portugal: A Political History of al-Andalus

### Letteratura storiografica
- Rafael Altamira, "Il califfato occidentale", in: «Storia del mondo medievale», Cambridge History of Middle Age, vol. II, 1999, pp. 477–515.]
- La recomquista